# غارهای کرم شب‌تاب ویتومو

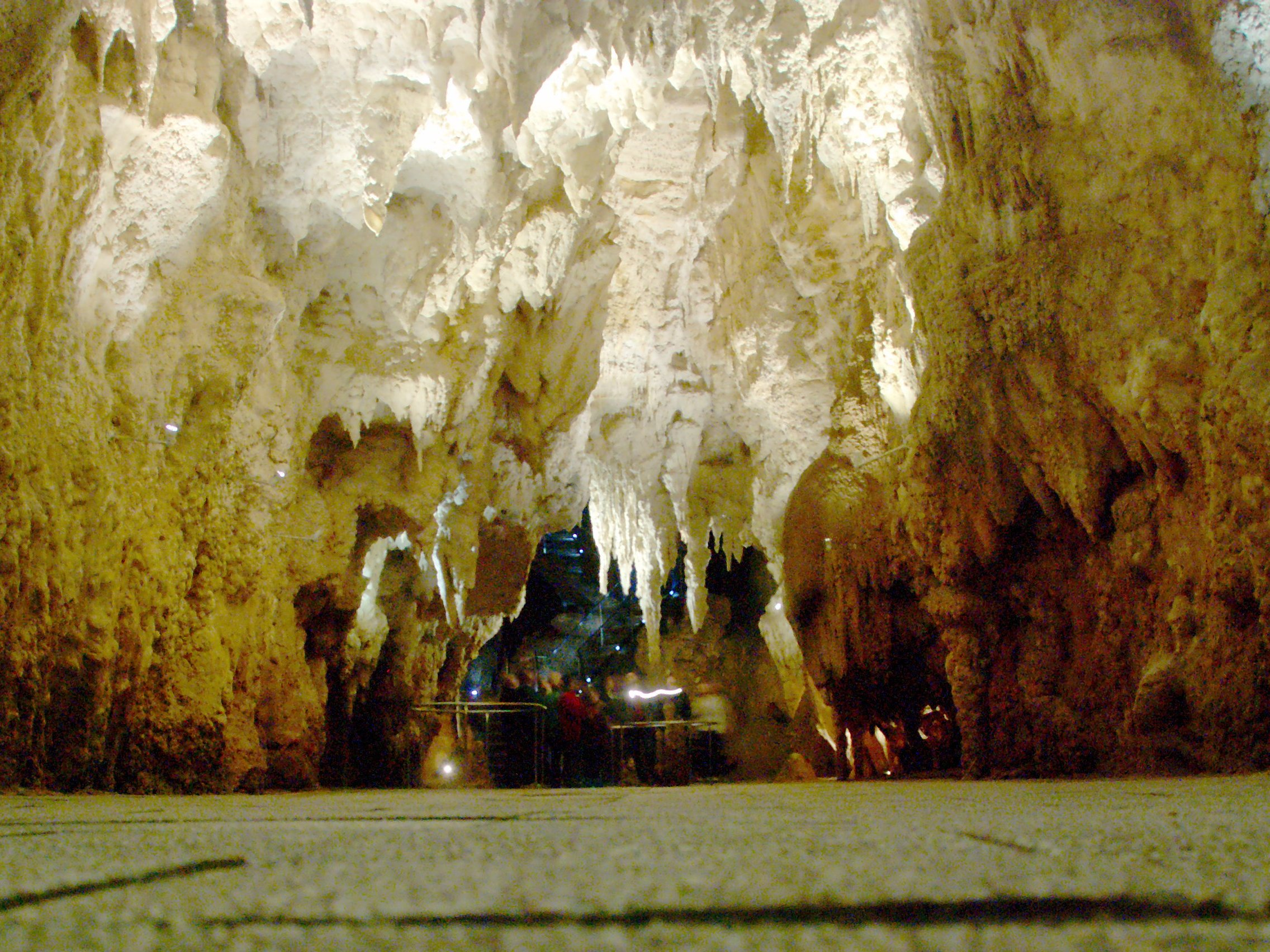
سالن کلیسای جامع در غارهای کرم شب‌تاب ویتومو

غارهای کرم شب‌تاب ویتومو غاری در وایتومو در جزیره شمالی نیوزیلند است.
این شهر به دلیل جمعیت آراکنوکامپا لومینوزا، یک گونه کرم درخشان که منحصراً در نیوزلند یافت می‌شود، شناخته شده‌است. این غار بخشی از سیستم رودخانه ویتومو است که شامل غار رواکوری، لاکی استرایک و غار توموتومو است.
این جاذبه گردشگری دارای یک مرکز بازدید مدرن در ورودی آن است که عمدتاً از چوب طراحی شده‌است. تورهای سازماندهی شده‌ای وجود دارد که شامل قایق‌سواری در زیر کرم‌های درخشان نیز است.

## تاریخچه
نام «ویتومو» از کلمات مائوری wai به معنی آب و تومو به معنی سوراخ گرفته شده‌است. مردم محلی مائوری حدود یک قرن قبل از کشف آن در سال ۱۸۸۴ توسط یک مائوری محلی، اصالتاً از کاویا به نام تانه تینوروا، و نقشه برداران انگلیسی، لارنس کوسن و فرد مک در مورد غارها اطلاع داشتند.
تانه و فرد در سال ۱۸۸۷ کاوش‌های گسترده‌ای انجام دادند. کاوش آنها با نور شمع روی یک قایق در داخل غارها انجام شدُ تا جایی که رودخانه داخل غار به داخل زمین می‌رفت و ادامه قایق‌رانی میسر نبود (خروجی توریستی کنونی غار). هنگامی که آنها سفر خود را آغاز کردند، با غار کرم درخشان روبرو شدند و از درخشش چشمک‌زنی که از سقف می‌آمد شگفت زده شدند. همان‌طور که آنها به داخل غار رفتند و خود را به سمت یک خاکریز کشاندند، از سازه‌های آهکی نیز شگفت زده شدند. این سازه‌های آهکی در شکل‌ها و اندازه‌های مختلف آنها را احاطه کرده بود.
آنها بارها پس از آن بازگشتند و رئیس تانه به‌طور مستقل ورودی سطح بالایی غار را که اکنون ورودی فعلی است، کشف کرد. دسترسی بازدید کنندگان به غار زمانی راحتتر شد که در سال ۱۸۸۷ راه‌آهن به اتوروهنگا رسید. تا سال ۱۸۸۹ تانه تینوراو و همسرش هوتی غار را به روی بازدیدکنندگان باز کرده بودند و با هزینه ای اندک گروه‌هایی را رهبری می‌کردند. توماس هامفریز، (کمیسیون کراون لندز و نقشه‌بردار ارشد اوکلند ۱۸۸۹–۱۸۹۱) در اواخر همان سال مطالعه کاملی انجام داد، و اشاره کرد که گرافیتی روی «ظریف‌ترین بخش» غار حک شده، هرچند اشاره کرد بومیان اکنون بسیار از غارها مراقبت می‌کنند، اما توصیه می‌کند که دولت غار را در اختیار بگیرد تا امکانات بیشتری برای بازدیدکنندگان فراهم کند. در دو سال اول حدود ۵۰۰ گردشگر از غار بازدید کردند. پس از سال‌ها تلاش برای خرید غارها، دولت از قانون حفاظت از مناظر ۱۹۰۳ و قانون کارهای عمومی ۱۹۰۵ استفاده کرد تا آنها را به قیمت ۶۲۵ پوند تصاحب کند. در سال ۱۹۰۶، پس از تشدید وندالیسم، اداره غار به عهده دولت افتاد. در سال ۱۹۱۰ هتل غار وایتومو برای میزبانی بسیاری از بازدیدکنندگان ساخته شد.
در سال ۱۹۸۹، زمین و غار به نوادگان رئیس تانه تینوروا و هاتی که بسیاری از کارکنان غار امروزی را تشکیل می‌دهند، بازگردانده شد. فرزندان درصدی از درآمد غار را دریافت می‌کنند و در مدیریت و توسعه آن بر اساس سند 1990 Waitomo Deed of Settlement مشارکت دارند.

## زمین‌شناسی

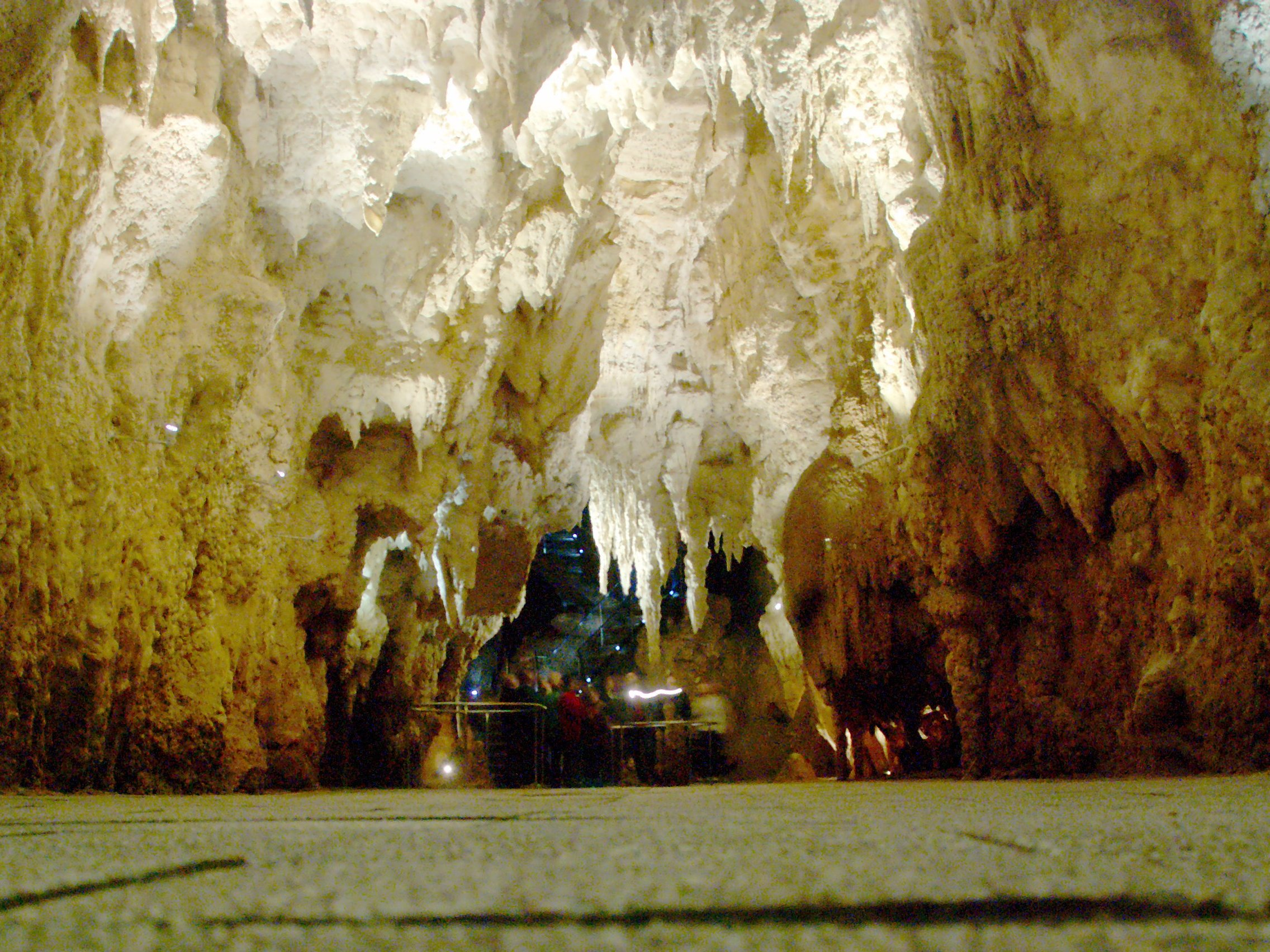
کلیسای جامع در غارهای کرم درخشان وایتومو

فعالیت‌های زمین‌شناسی و آتشفشانی حدود ۳۰۰ غار آهکی شناخته شده را در منطقه وایتومو در ۳۰ میلیون سال گذشته ایجاد کرده‌است.
تشکیل سنگ آهک در غارهای کرم درخشان وایتومو زمانی رخ داد که این منطقه هنوز در حدود ۳۰ میلیون سال پیش زیر اقیانوس بود. سنگ آهک از مرجان‌های فسیل شده، صدف‌های دریایی، اسکلت ماهی‌ها و بسیاری از موجودات دریایی کوچک در بستر دریا تشکیل شده‌است. در طی میلیون‌ها سال، این سنگ‌های فسیل‌شده بر روی هم قرار گرفته‌اند و برای ایجاد سنگ آهک فشرده شده‌اند و در منطقه وایتومو سنگ آهک می‌تواند بیش از ۲۰۰ متر ضخامت داشته باشد.
غارها زمانی شروع به شکل‌گیری کردند که حرکت زمین باعث خم شدن و کمانش سنگ آهک سخت در زیر اقیانوس و بالا آمدن از کف دریا شد. وقتی سنگ در معرض هوا قرار گرفت، جدا شد و شکاف‌ها و ضعف‌هایی ایجاد کرد که باعث می‌شد آب از میان آنها عبور کند و سنگ آهک را حل کند و طی میلیون‌ها سال غارهای بزرگ تشکیل شد.
استالاکتیت‌ها، استالاگمیت‌ها و دیگر تشکل‌های غار از قطره‌آبی که از سقف می‌چکد یا روی دیوارها جاری می‌شود و رسوبات آهکی را پشت سر می‌گذارد، رشد کرده‌اند. استالاگمیت‌ها از کف به سمت بالا تشکیل می‌شوند در حالی که استالاکتیت‌ها از سقف تشکیل می‌شوند. هنگامی که این سازندها به یکدیگر متصل می‌شوند به آنها ستون و اگر به دور یکدیگر بپیچند هلکتیت نامیده می‌شوند. شکل‌گیری این تزیینات غار میلیون‌ها سال طول می‌کشد، زیرا به‌طور میانگین استالاکتیت هر ۱۰۰ سال یک سانتی‌متر مکعب رشد می‌کند.

## زیست‌شناسی
رایج‌ترین حیوانات در غارها حشرات هستند، شامل مورچه‌های آلبینو و جیرجیرک‌های غول‌پیکر می‌شود، اما معروف‌ترین آن‌ها کرم درخشان آراکنوکامپا لومینوزا است. اندازه حشرات بالغ تقریباً به اندازه یک پشه متوسط است. چندین دریاچه کوچک زیرزمینی نیز وجود دارد که توسط نهرهای آب شیرین یا جویبارهایی که محل زندگی مارماهی‌های باله دراز نیوزیلند هستند، ایجاد شده‌اند.
دیواره غارها با انواع قارچ‌ها از جمله گل غار (رابطه دور با قارچ صدفی) پوشیده شده‌است که شبیه یک قارچ چتری است.

## نظارت بر غار
کرم‌های درخشان این غارها توسط یک گروه مشاور علمی از نزدیک محافظت می‌شوند. این گروه دارای تجهیزات خودکاری است که به‌طور مداوم کیفیت هوا به ویژه سطوح دی‌اکسید کربن، دمای سنگ و هوا و رطوبت را کنترل می‌کند. داده‌های این تجهیزات به دقت توسط کارکنان متخصص تجزیه و تحلیل می‌شود. گروه مشاوره از این اطلاعات برای تعیین نحوه مدیریت غار استفاده می‌کند. آنها تعیین می‌کنند که چه زمانی الگوهای جریان هوا باید تغییر کند و چند نفر مجاز به بازدید از غارها در روز هستند.

## راهنمای تورها

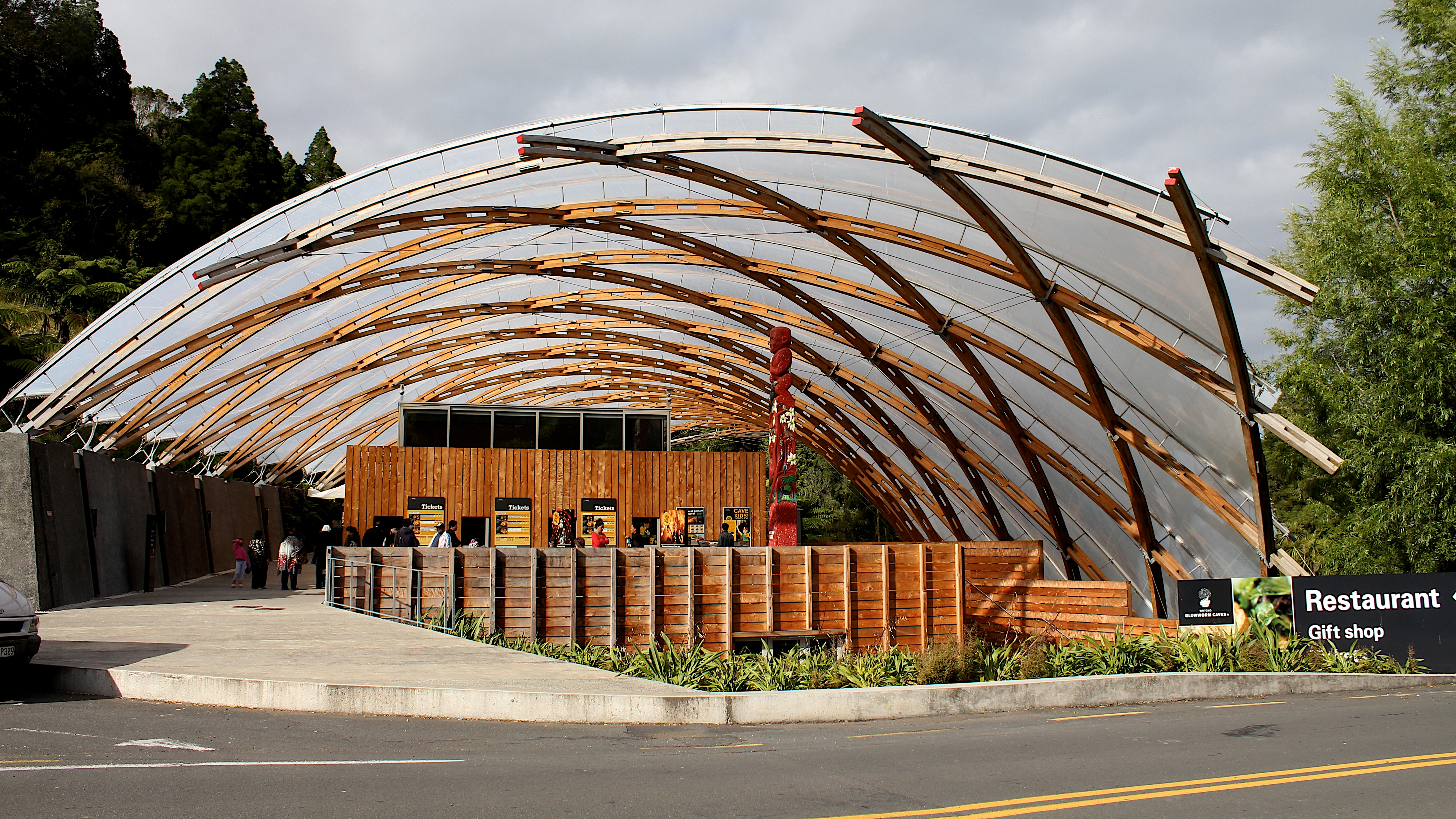
مرکز بازدیدکنندگان

راهنمای تور غارها بازدیدکنندگان را از سه سطح مختلف عبور می‌دهد و از سطح بالای غار و دخمه‌ها شروع می‌شود. سطوح توسط تومو که یک شفت عمودی ۱۶ متری ساخته شده از سنگ آهک است به هم متصل می‌شوند. سطح دوم اتاق ضیافت نام دارد. این سطح جایی است که بازدیدکنندگان اولیه برای خوردن غذا توقف می‌کردند و شواهدی از این موضوع در دود سقف اتاق وجود دارد. از اینجا ممکن است بتوان به سطح بالایی متصل شد تا بزرگترین سازند به نام اندام لوله را ببیند، اما در روزهای شلوغ این منطقه برای عموم بسته‌است زیرا تجمع مونوکسید کربن ممکن است خطرناک باشد.
سطح سوم و آخر به کلیسای جامع، سکوی تظاهرات و اسکله پایین می‌رود. کلیسای جامع منطقه ای محصور با سطوح ناهموار است که اکنون سنگفرش شده‌است و حدود ۱۸ متر ارتفاع دارد که به آن آکوستیک خوبی می‌دهد. تعدادی از خوانندگان و گروه‌های کر معروف در اینجا اجرا کرده‌اند.
این تور با قایق‌سواری در غار کرم گلو به پایان می‌رسد. قایق بازدید کننده را به رودخانه زیرزمینی وایتومو می‌برد، جایی که تنها نور موجود از کرم‌های درخشان می‌آید که آسمانی از چراغ‌های زنده ایجاد می‌کند.

## محل
غارهای کرم درخشان وایتومو در منطقه شمالی کینگ کانتری جزیره شمالی نیوزیلند، ۱۲ کیلومتری شمال غربی ته کویتی واقع شده‌است. این غار حدود ۲ ساعت از جنوب اوکلند، ۱ ساعت از جنوب همیلتون و ۲ ساعت از غرب روتوروا با ماشین فاصله دارد.